# La Caseta d'en Grau
La Caseta d'en Grau és una masia de Calldetenes (Osona) inclosa en l'Inventari del Patrimoni Arquitectònic de Catalunya.

## Descripció
Petita masia de planta rectangular, coberta a dos vessants amb el carener perpendicular a la façana, situada a migdia. Consta de planta baixa i primer pis. Adossat a la part de ponent hi ha un cos a tramuntana hi ha cossos adossats de construcció moderna. La façana presenta un portal rectangular de pedra, recobert de ciment, a banda i banda s'hi obren portals de maçoneria recent. Al primer pis s'hi obren tres finestres. És construïda amb maçoneria i malgrat conservar l'estructura primitiva ha estat arrebossada al damunt per donar-li una imatge més uniforme. L'estat de conservació, malgrat la reforma, és bo.

## Història
Masia de dimensions reduïdes que la trobem registrada en el Nomenclàtor de la província de Barcelona de l'any 1860 i és classificada com a "Masia casa de Labranza".